# الضهیر (همسایگی مکه)
ال زهیر (نزدیکی مکه) یک منطقهٔ مسکونی در عربستان سعودی است که در استان مکه واقع شده‌است.